# Linje 11 (Paris metro)
| Urban head station in tunnel |

| Urban tunnel station on track |

| Urban tunnel stop on track |

| Urban tunnel station on track |

| Urban tunnel station on track |

| Urban tunnel stop on track |

| Urban tunnel station on track |

| Urban tunnel stop on track |

| Urban tunnel stop on track |

| Urban tunnel station on track |

| Urban tunnel stop on track |

| Urban tunnel station on track |

| Urban tunnel stop on track |

| Urban tunnel stop on track |

| Urban tunnel stop on track |

| Urban tunnel stop on track |

| Urban tunnel stop on track |

| Unknown BSicon "utSTRe" |

| Urban stop on track |

| Unknown BSicon "utSTRa" |

| Urban end station in tunnel |

| Urban head station in tunnel |

| Urban tunnel station on track |

| Urban tunnel stop on track |

| Urban tunnel station on track |

| Urban tunnel station on track |

| Urban tunnel stop on track |

| Urban tunnel station on track |

| Urban tunnel stop on track |

| Urban tunnel stop on track |

| Urban tunnel station on track |

| Urban tunnel stop on track |

| Urban tunnel station on track |

| Urban tunnel stop on track |

| Urban tunnel stop on track |

| Urban tunnel stop on track |

| Urban tunnel stop on track |

| Urban tunnel stop on track |

| Unknown BSicon "utSTRe" |

| Urban stop on track |

| Unknown BSicon "utSTRa" |

| Urban end station in tunnel |

Paris metrolinje 11 i Paris tunnelbana invigdes år 1935 i Paris, Frankrike. Linjen sammanbinder Châtelet i centrala Paris med Rosny–Bois-Perrier i nordöst. Linjen har en längd av 11,7 km och 19 stationer och går nästan helt under jord förutom vid station Coteaux Beauclair som är utomhus.

## Historia
- 1935: Linje 11 öppnar från Châtelet till Porte des Lilas.
- 1937: Sträckan Porte des Lilas till Mairie des Lilas öppnar.
- 2024: Sträckan Mairie des Lilas till Rosny–Bois-Perrier öppnar.

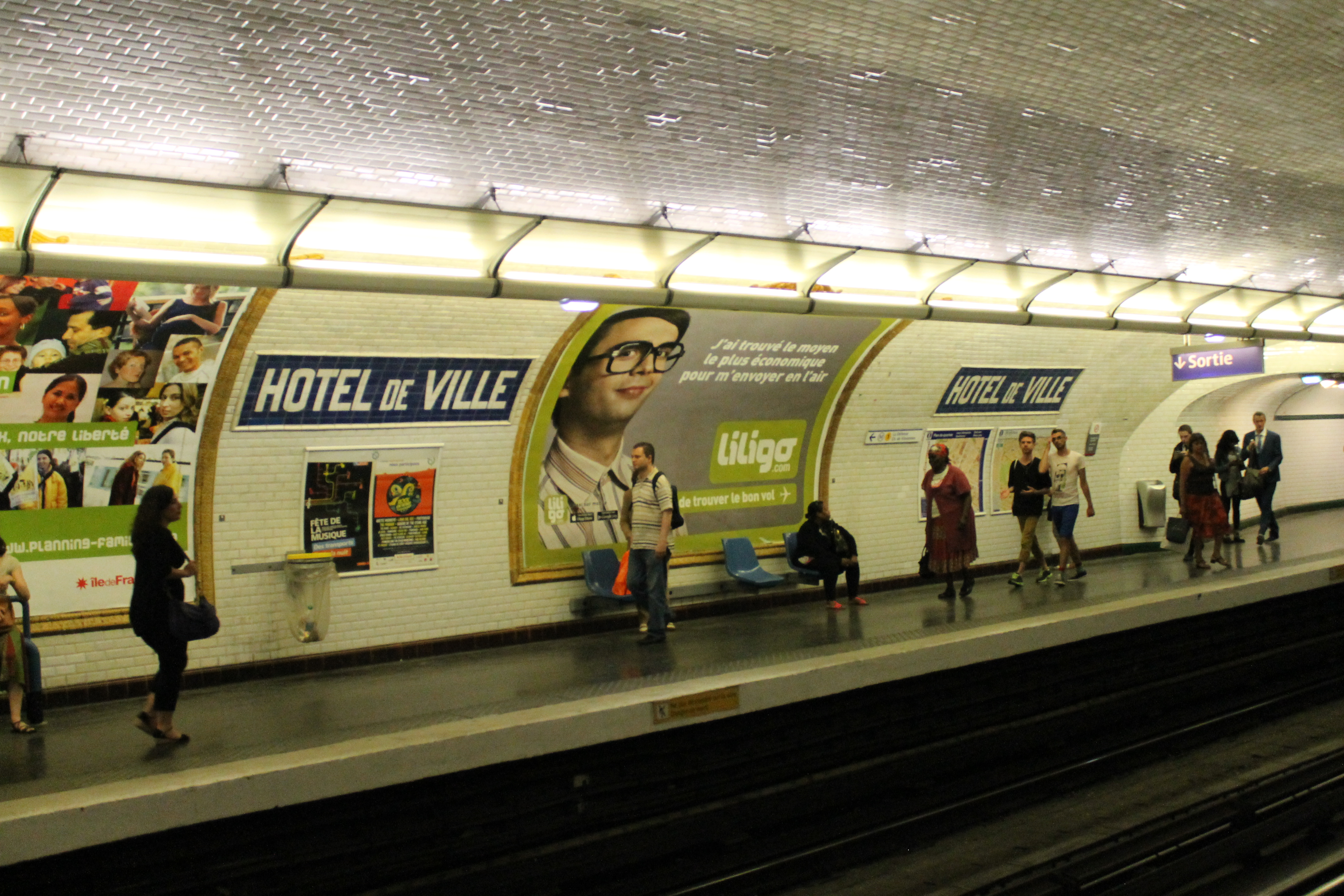
Hôtel de Ville
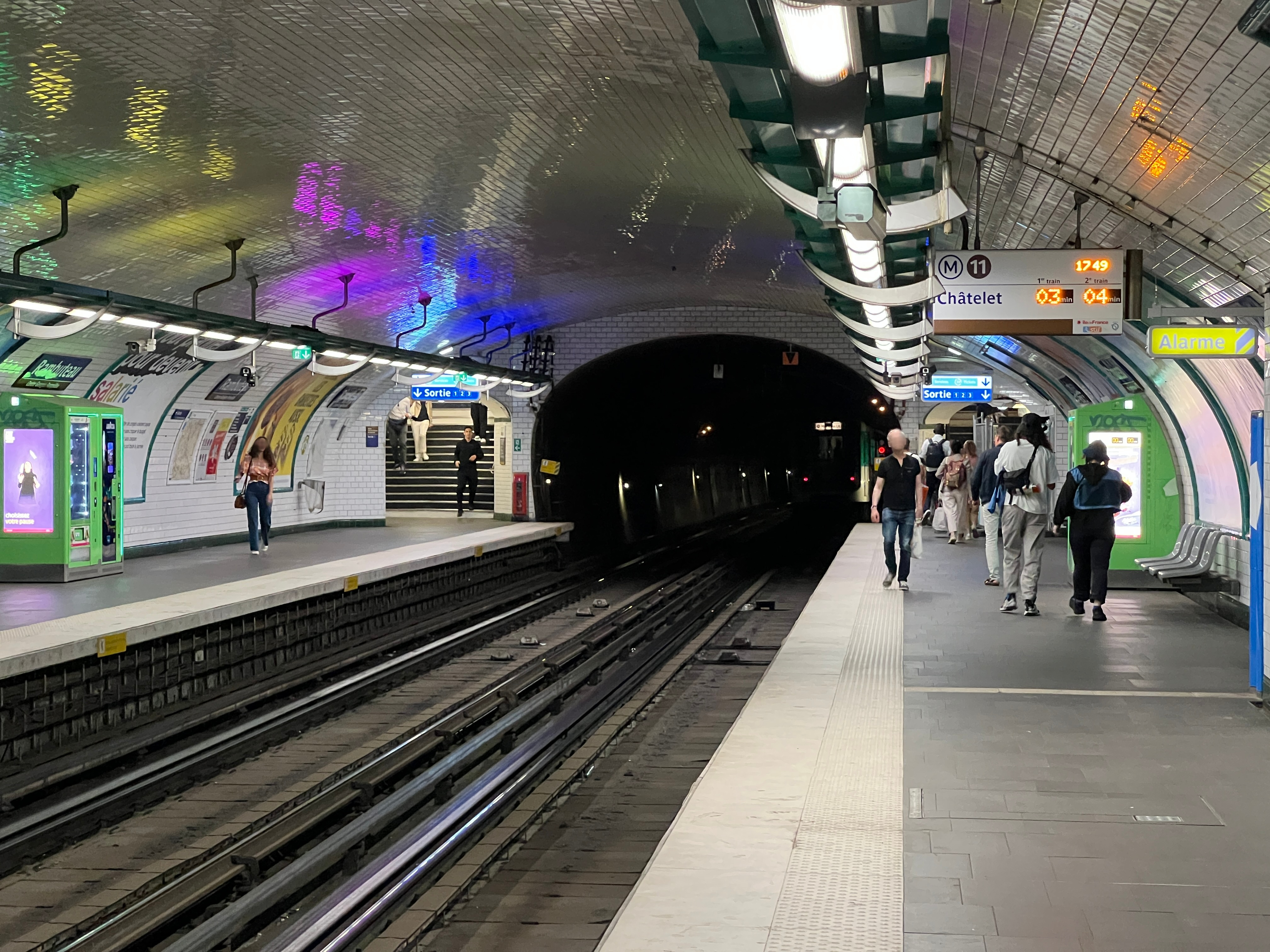
Rambuteau
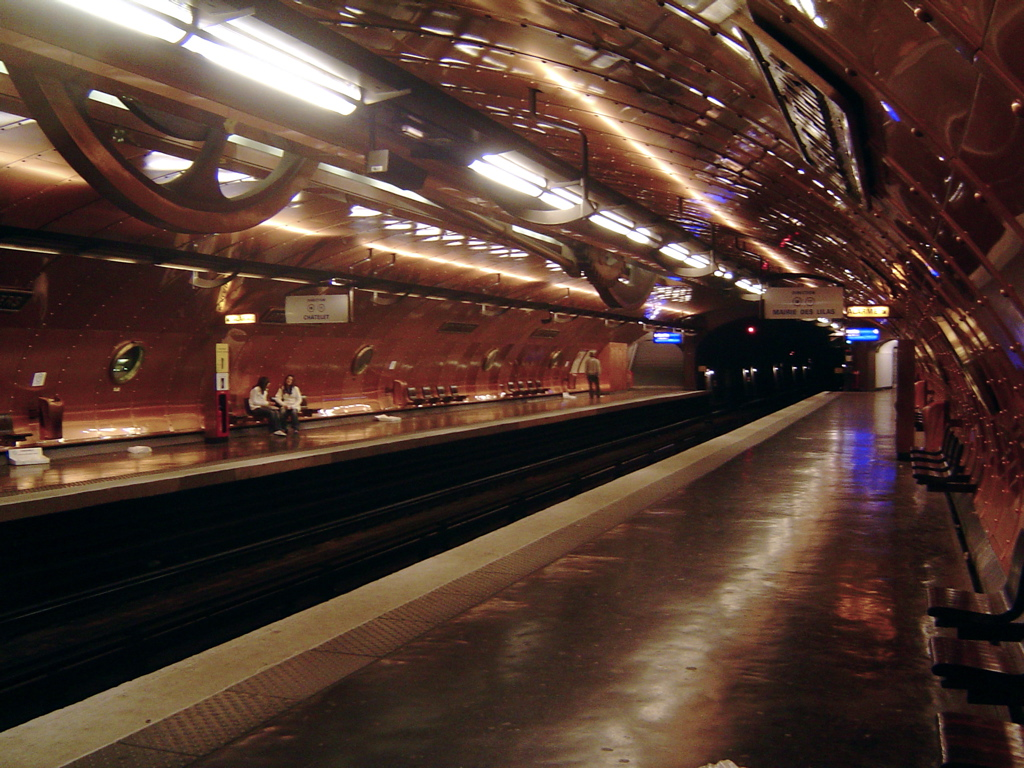
Arts et Métiers
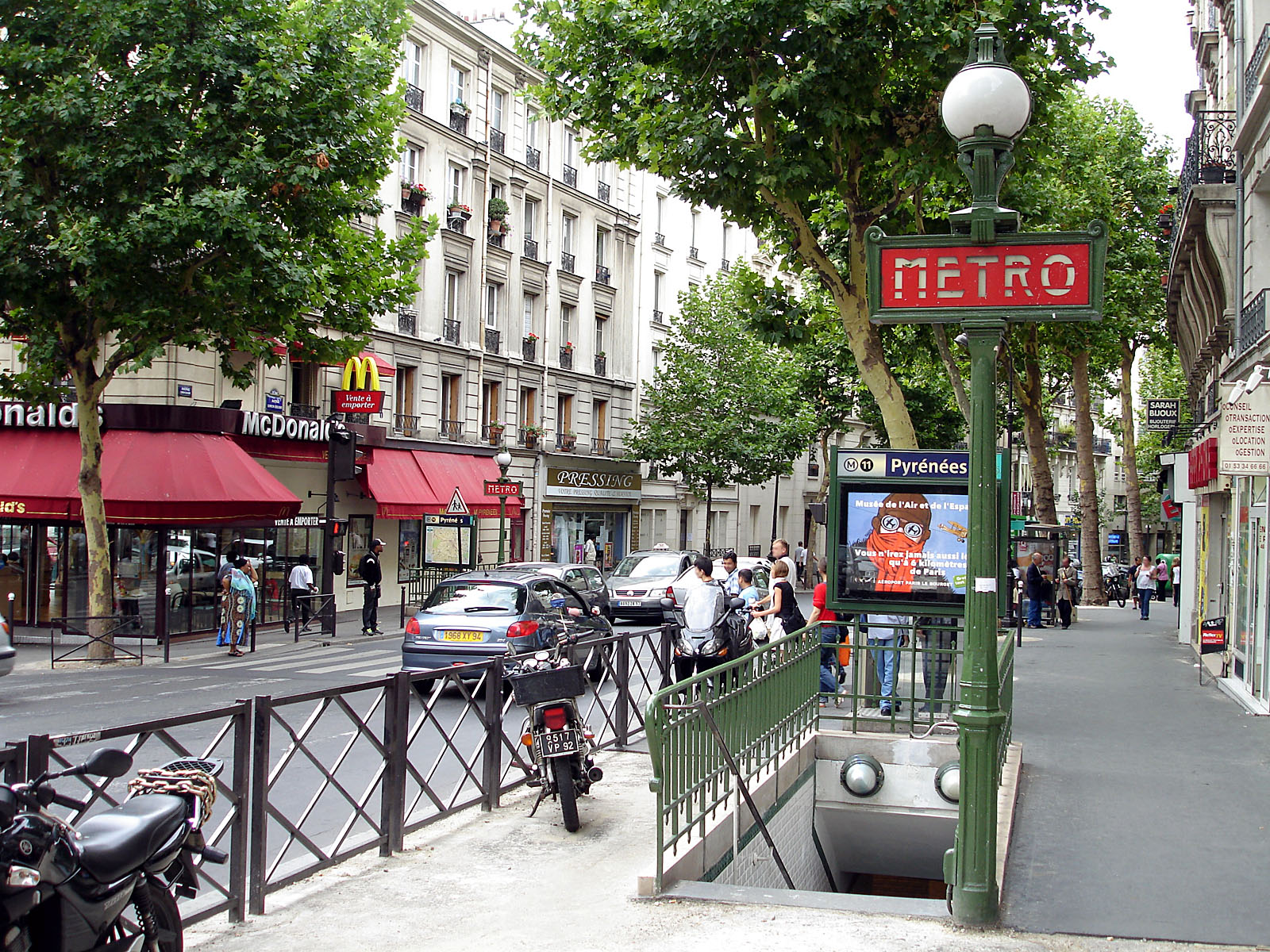
Pyrénées
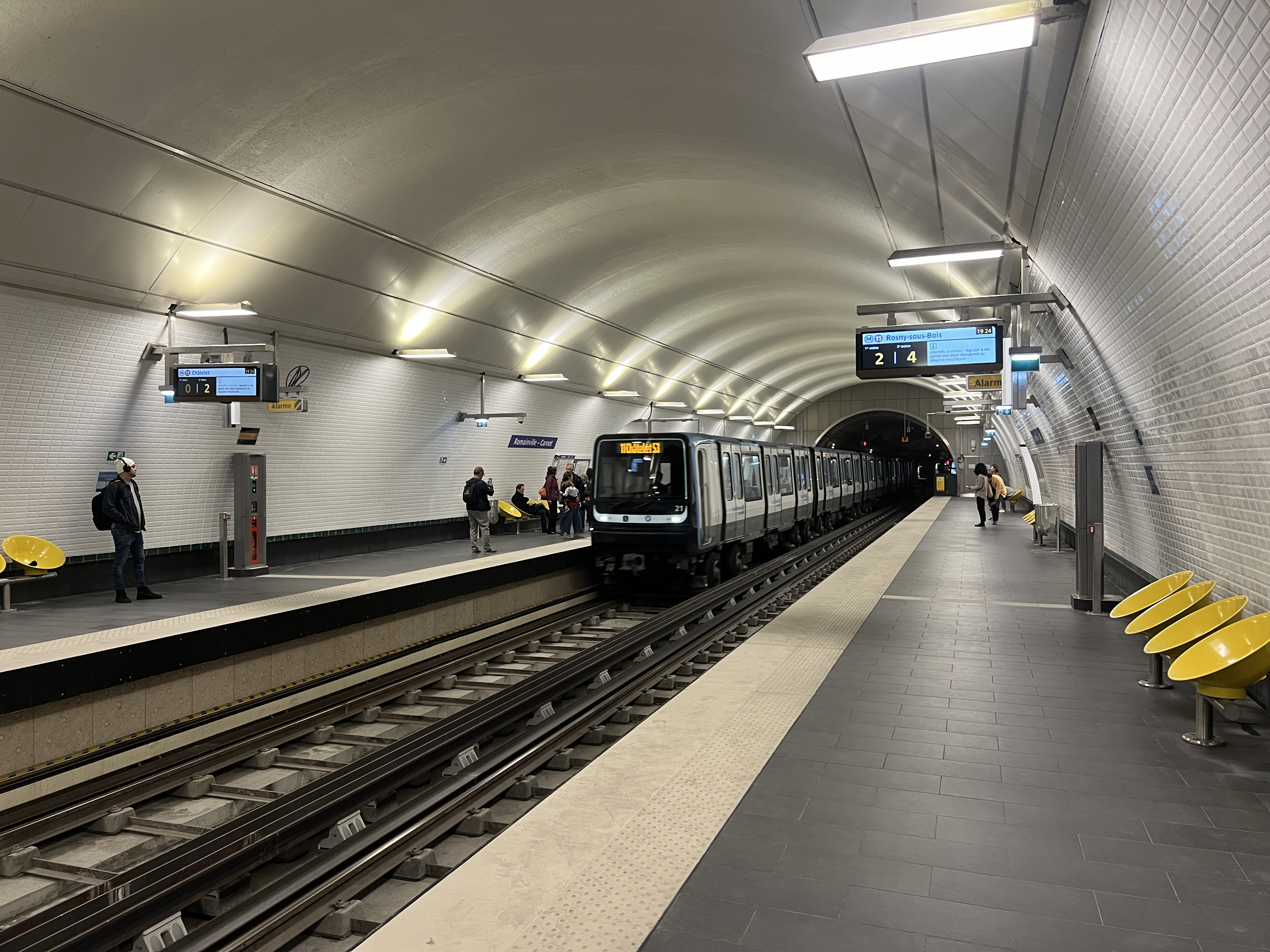
Romainville–Carnot
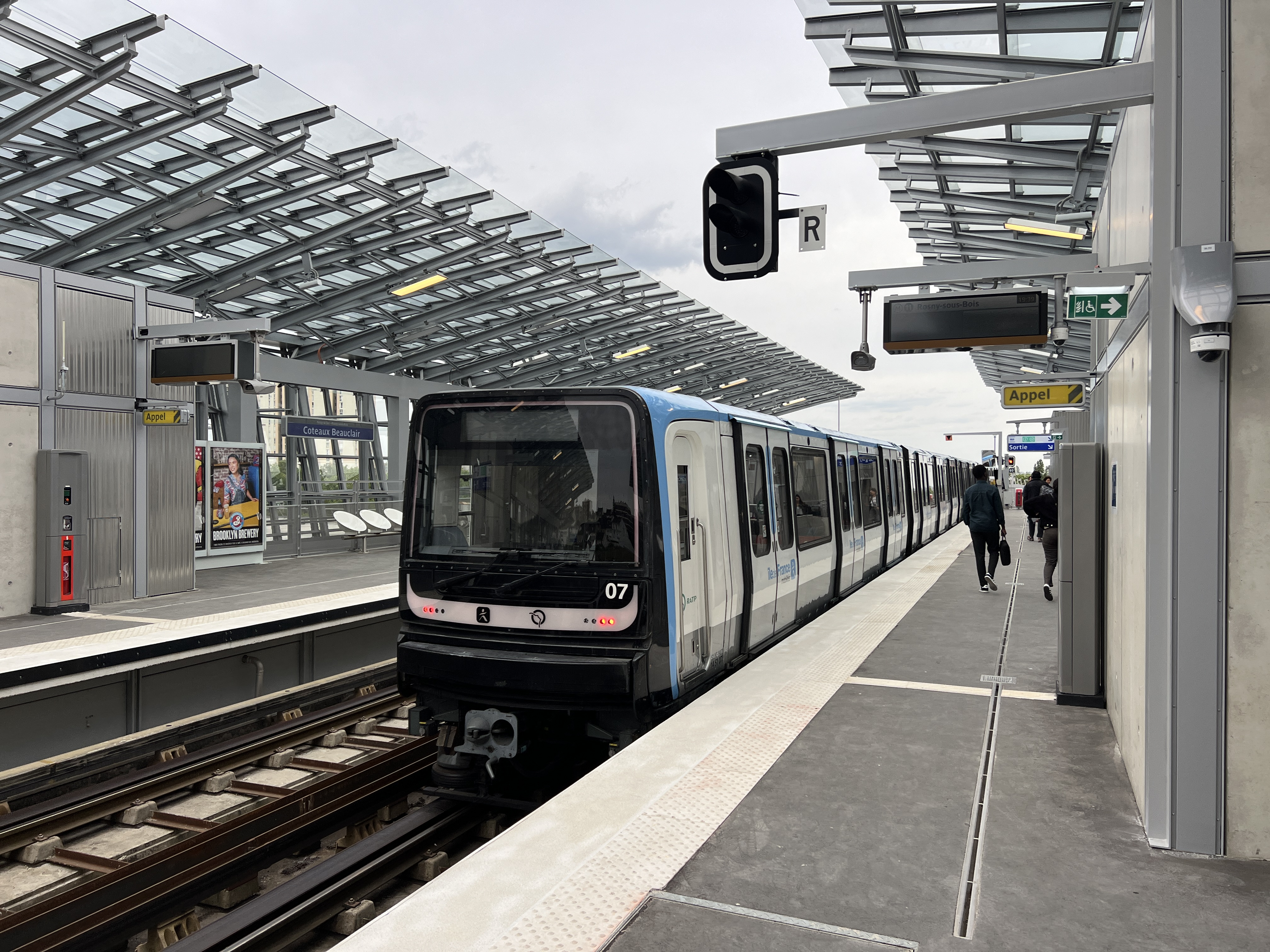
Coteaux Beauclair